# Kalje
Kalje es una localidad de Croacia en el municipio de Žumberak, condado de Zagreb.

## Geografía
Se encuentra a una altitud de 544 m s. n. m. a 60,2 km de la capital nacional, Zagreb.

## Demografía
En el censo 2011, el total de población de la localidad fue de 20 habitantes.